# Mesterholdenes Europa Cup i håndbold 1968-69 (kvinder)
Mesterholdenes Europa Cup i håndbold 1968-69 for kvinder var den niende udgave af Mesterholdenes Europa Cup i håndbold for kvinder.
Der er imidlertid modstridende oplysninger vedr. denne turnerings afvikling. En kilde angiver, at turneringen blev aflyst på grund af Warszawapagtens invasion af Tjekkoslovakiet i 1968. Imidlertid angiver tysk Wikipedia, at turningen blev vundet af Žalgiris Kaunas fra Sovjetunionen, som i finalen besejrede Ferencvarosi TC fra Ungarn. I givet fald ville det være tredje sæson i træk, at Žalgiris Kaunas vandt turneringen.